# バンワ県
座標: 北緯12度10分 西経4度10分 / 北緯12.167度 西経4.167度
バンワ県（仏: Banwa）は、ブルキナファソのブクル・デュ・ムウン地方に位置する県。面積5,882 km2、2006年の人口は267,934人で、県都はソランゾ (Solenzo) である。
人口の26万人余のうち25万人が地方に住んでおり、都市部と地方部の差が大きい。また、総人口のうち男性は131,100人、女性は136,834人である。

## 下位行政区画

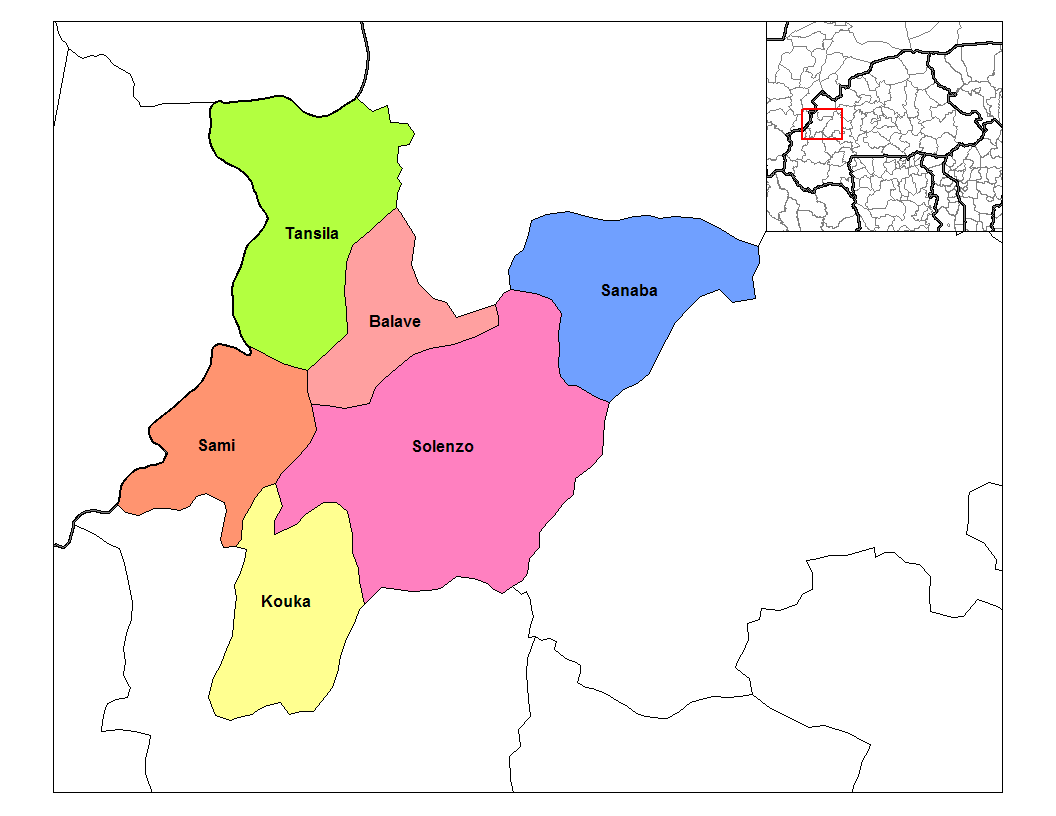
郡の区割り

県内には6つの郡がある。
| 郡名         | 首府       | 総人口    |
| ------------ | ---------- | --------- |
| バラヴェ郡   | バラヴェ   | 16,412人  |
| クカ郡       | クカ       | 59,588人  |
| サミ郡       | サミ       | 8,684人   |
| サナバ郡     | サナバ     | 34,166人  |
| ソランゾ郡   | ソランゾ   | 118,424人 |
| タンシーラ郡 | タンシーラ | 30,660人  |

## 隣接する県
- コッシ県
- ムフン県
- フエ県
- シカソ州 ヨロッソ圏
- セグー州 トミニアン圏